# КПД антенны
КПД антенны (в режиме передачи) — отношение мощности радиоизлучения, создаваемого антенной, к мощности радиочастотного сигнала, подводимого к антенне.
КПД антенны определяет различие коэффициента усиления (КУ) и коэффициента направленного действия антенны. КПД через КУ входит в уравнение дальности радиолокации и радиосвязи, а также влияет на шумовую температуру антенны.
Понятие КПД антенны удобно пояснить в режиме передачи: антенна потребляет от источника (например, радиопередатчика) электрическую мощность, часть которой преобразуется антенной в электромагнитное излучение, а часть — теряется в виде тепла и тратится на разогрев элементов конструкции антенны, окружающих предметов, грунта и др. Входное сопротивление (электрический импеданс) {\displaystyle Z=R+jX} реальной антенны — величина комплексная, и активная мощность {\displaystyle P_{0}}, потребляемая антенной от источника, целиком рассеивается на активной составляющей {\displaystyle R} входного сопротивления. Условно в этой активной составляющей можно выделить две части, которые называют сопротивлением излучения {\displaystyle R_{\Sigma }} и сопротивлением потерь {\displaystyle R_{\Pi }}:
{\displaystyle R=R_{\Sigma }+R_{\Pi }}
Сопротивление излучения — коэффициент, имеющий размерность сопротивления (Ом) и связывающий квадрат амплитудного значения силы электрического тока с мощностью {\displaystyle P_{\Sigma }}, излученной антенной в виде электромагнитной волны. Сопротивление потерь — коэффициент, связывающий квадрат амплитудного значения силы электрического тока с мощностью потерь {\displaystyle P_{\Pi }}. Используя эти понятия, КПД антенны удобно (наглядно) записать в виде:
{\displaystyle \eta ={\frac {P_{\Sigma }}{P_{0}}}={\frac {P_{\Sigma }}{P_{\Sigma }+P_{\Pi }}}={\frac {R_{\Sigma }}{R_{\Sigma }+R_{\Pi }}}}

## Потери в заземлении
Для штыревых (монопольных) и других антенн, требующих заземления, имеют место потери на сопротивлении в месте соединения с заземленной поверхностью/компенсатором, в том числе на стойке или стержне и их соединениях, так как омическое сопротивление возникает внутри заземленной поверхности.